# Mogens Berg
Mogens Berg Pedersen (Odense, 8 giugno 1944) è un ex calciatore danese, di ruolo difensore.

## Carriera

### Club
Berg iniziò la carriera nel B 1909, con cui vince la coppa di Danimarca 1961-1962 e il campionato 1964. Nelle competizioni europee, con il suo club raggiunse i quarti di finale della Coppa delle Coppe 1962-1963, venendo eliminato dai tedeschi del Norimberga, mentre nella Coppa dei Campioni 1964-1965 con i suoi fu eliminato con i suoi al primo turno dagli spagnoli del Real Madrid.
Nel dicembre 1964 passa al Dundee Utd, con cui gioca sino al 1968 nella massima serie scozzese.
Con gli Arabs partecipò alla Coppa delle Fiere 1966-1967, ove eliminò nei sedicesimi di finale i campioni in carica del Barcellona, prima squadra scozzese a vincere in una trasferta in Spagna, ma venendo eliminato nel turno successivo dagli italiani della Juventus.
Nell'estate 1967 con gli scozzesi disputò il campionato nordamericano organizzato dalla United Soccer Association: accadde infatti che tale campionato fu disputato da formazioni europee e sudamericane per conto delle franchigie ufficialmente iscritte al campionato, che per ragioni di tempo non avevano potuto allestire le proprie squadre. Il Dundee United rappresentò il Dallas Tornado, che concluse la Western Division al sesto ed ultimo posto.
Nel 1968 Berg torna al B 1909 con cui retrocede in cadetteria al termine della 1. division 1969. Ritorna a giocare nella massima serie nella stagione 1971, dopo aver vinto la 2. division 1970, vincendo anche la coppa di Danimarca 1971. A seguito della vittoria nella coppa nazionale, partecipa alla Coppa delle Coppe 1971-1972, venendo eliminato con i suoi nel turno preliminare dagli austriaci dell'Austria Vienna.
Retrocede in cadetteria nuovamente nella stagione 1972. Lascia il calcio giocato nel 1976.

### Nazionale
Ha giocato dal 1964 al 1971 nella nazionale danese, con otto presenze e segnando una rete.

## Statistiche

### Cronologia presenze e reti in nazionale
| Cronologia completa delle presenze e delle reti in nazionale ― Danimarca | Cronologia completa delle presenze e delle reti in nazionale ― Danimarca | Cronologia completa delle presenze e delle reti in nazionale ― Danimarca | Cronologia completa delle presenze e delle reti in nazionale ― Danimarca | Cronologia completa delle presenze e delle reti in nazionale ― Danimarca | Cronologia completa delle presenze e delle reti in nazionale ― Danimarca | Cronologia completa delle presenze e delle reti in nazionale ― Danimarca | Cronologia completa delle presenze e delle reti in nazionale ― Danimarca |
| Data                                                                     | Città                                                                    | In casa                                                                  | Risultato                                                                | Ospiti                                                                   | Competizione                                                             | Reti                                                                     | Note                                                                     |
| ------------------------------------------------------------------------ | ------------------------------------------------------------------------ | ------------------------------------------------------------------------ | ------------------------------------------------------------------------ | ------------------------------------------------------------------------ | ------------------------------------------------------------------------ | ------------------------------------------------------------------------ | ------------------------------------------------------------------------ |
| 29-11-1964                                                               | Atene                                                                    | Grecia                                                                   | 4 – 2                                                                    | Danimarca                                                                | Qual. Mondiali 1966                                                      | 1                                                                        |                                                                          |
| 1-12-1964                                                                | Tel Aviv                                                                 | Israele                                                                  | 0 – 1                                                                    | Danimarca                                                                | Amichevole                                                               | -                                                                        |                                                                          |
| 5-12-1964                                                                | Bologna                                                                  | Italia                                                                   | 3 – 1                                                                    | Danimarca                                                                | Amichevole                                                               | -                                                                        |                                                                          |
| 12-5-1971                                                                | Porto                                                                    | Portogallo                                                               | 5 – 0                                                                    | Danimarca                                                                | Qual. Euro 1972                                                          | -                                                                        | 29’                                                                      |
| 26-5-1971                                                                | Copenaghen                                                               | Danimarca                                                                | 1 – 2                                                                    | Belgio                                                                   | Qual. Euro 1972                                                          | -                                                                        |                                                                          |
| 9-6-1971                                                                 | Copenaghen                                                               | Danimarca                                                                | 1 – 0                                                                    | Scozia                                                                   | Qual. Euro 1972                                                          | -                                                                        |                                                                          |
| 20-6-1971                                                                | Copenaghen                                                               | Danimarca                                                                | 1 – 3                                                                    | Svezia                                                                   | Campionato nordico di calcio 1968-1971                                   | -                                                                        |                                                                          |
| 30-6-1971                                                                | Copenaghen                                                               | Danimarca                                                                | 1 – 3                                                                    | Germania                                                                 | Amichevole                                                               | -                                                                        |                                                                          |
| Totale                                                                   |                                                                          | Presenze                                                                 | 8                                                                        |                                                                          | Reti                                                                     | 1                                                                        |                                                                          |

## Palmarès
- Campionato danese: 1

B 1909: 1964
- Coppa di Danimarca: 2

B 1909: 1962, 1971
- 2. division: 1

B 1909: 1970